# London Business School
La Escuela de Negocios de Londres (London Business School o LBS), en Londres, Reino Unido es una escuela de negocios internacional y una universidad constitutiva de la universidad de Londres. Ofrece cursos de posgrado en finanzas y gestión empresarial, incluyendo tanto el MBA (Master in Business Administration) como otros cursos dirigidos a ejecutivos: Executive MBA, Master en Finanzas (MiF) o su MBA Global en colaboración con la Columbia Business School. Está situada en Londres, a un costado del parque Regent´s Park y fue establecida en el año 1965 como parte de la Universidad de Londres.
Cerca de 800 alumnos, provenientes de 70 países, se gradúan de la escuela cada año de sus diferentes programas. Más del 80% de los estudiantes y 70% de la facultad, vienen de fuera del Reino Unido. Con más de 5,000 ejecutivos atendiendo a los programas ejecutivos de la escuela cada año. La escuela tiene más de 27 000 exalumnos en más de 120 países, organizados a través de los 60 clubs de exalumnos.
Se requiere presentar la prueba del Graduate Management Admission Test (GMAT) para la entrada a los programas de grado de la escuela; el promedio de los aspirantes aceptados para el MBA (Tiempo Completo) esta en el rango de los 700 puntos, el más alto entre los programas fuera de los Estados Unidos.

## Programas MBA
El programa insignia de la escuela es su grado MBA de 15-21 meses.
La Escuela de Negocios de Londres está acreditada por el European Foundation for Management Development 'Equis' así como por la AACSB. Los estudiantes de MBA toman una serie de cursos como fundamento, seguidos por una selección de 70 cursos electivos.
Los cursos incluyen:
- Finanzas
- Estrategia
- Mercadotecnia
- Economía Internacional
- Gestión de Contabilidad
- Gestión de Operaciones[2]
- Ética en los Negocios y Responsabilidad Social Corporativa
- Cultura organizacional (asuntos de Recursos Humanos)

### MBA Rankings
El programa de MBA esta altamente calificado en los rankings de mayor prestigio.
- El programa de Full-Time MBA obtuvo el segundo lugar a nivel mundial (por encima de Columbia, Stanford y Harvard) y número uno en Europa en ranking más reciente publicado por Financial Times (2008).[3]
- El programa de Full-Time MBA se encuentra típicamente entre las mejores 5 escuelas de negocios fuera de los Estados Unidos: Tercer puesto en el ranking de Wall Street Journal (2007),[4] quinto por BusinessWeek (enlace roto disponible en Internet Archive; véase el historial, la primera versión y la última). (2006) y segundo por Forbes (in 2007).
- El programa de Full-Time MBA obtuvo el lugar 15 en el ranking más reciente (2007) Economist Intelligence Unit rankings.